# Mountbatten-Windsor
Mountbatten-Windsor er det personlige efternavn for nogle efterkommere af prins Philip, hertug af Edinburgh og dronning Elizabeth 2. af Storbritannien. Det adskiller sig fra navnet på den britiske kongefamilie, som er Windsor. 

## Mountbatten-Windsor som efternavn
Efternavnet Mountbatten-Windsor og bestemmelserne om brugen af navnet, blev fastsat ved en kongelig forordning af 8. februar 1960. Forordningen fastsætter, at navnet er til brug for de efterkommere af dronning Elizabeth 2., som ikke har kongelige titler som prins eller prinsesse eller som ikke tiltales som kongelig højhed. 
Det er alligevel sket, at efternavnet også er benyttet for medlemmer af kongefamilien som har sådanne titler, ofte uformelt, men også i enkelte officielle sammenhænge. Det første eksempel på dette var, da Prinsesse Anne af Storbritannien giftede sig med Mark Phillips i 1973. 

## Kongehuset Windsor
Dronning Elizabeth tilhører huset Sachsen-Coburg og Gotha. Den britiske linje af Huset Sachsen-Coburg og Gotha har brugt navnet Windsor siden 1917. Prins Philip og hans agnatiske efterkommere tilhører den glücksborgske slægt, som også de danske, norske og græske kongehuse tilhører. 

### Prins Philips og dronning Elizabeths efterkommere
Huset Sachsen-Coburg og Gotha er en del af fyrstehuset Wettin. Dronning Elizabeth tilhører Huset Wettin. Det gør hendes efterkommere ikke. 
Prins Philips og dronning Elizabeths efterkommere kan bruge efternavnet Mountbatten-Windsor. Det samme kan hustruer til deres mandlige efterkommere. 
Prins Philip og dronning Elizabeth har følgende efterkommere: 
- H.K.H. Charles, prins af Wales (f. 1948), søn af prins Philip, hertug af Edinburgh og dronning Elizabeth. 
  - H.K.H. Prins William, hertug af Cambridge (f. 1982), søn af Charles, prins af Wales.
    - Prins George af Cambridge, født 2013, søn af prins William, hertug af Cambridge.
    - Prinsesse Charlotte af Cambridge, født 2015, datter af prins William, hertug af Cambridge.
    - Prins Louis af Cambridge, født 2018, søn af prins William, hertug af Cambridge.

  - H.K.H. Prins Henry, hertug af Sussex, født 1984, søn af Charles, prins af Wales.
    - Archie Mountbatten-Windsor, født 2019, søn af prins Henry, hertug af Sussex.
    - Lilibet Mountbatten-Windsor, født 2021, datter af Prins Henry, hertug af Sussex.
- Her Royal Highness The Princess Royal (Prinsesse Anne af Storbritannien), (født 1950), datter af prins Philip, hertug af Edinburgh og dronning Elizabeth.
  - Peter Phillips, født 1977, dronningens ældste barnebarn, gift med Autumn Kelly i 2008.
    - Savannah Phillips, født 2010, datter af Peter og Autumn, hun er dronningens ældste oldebarn.
    - Isla Phillips, født 2012.

  - Zara Phillips Tindall, født 1981, dronningens næstældste barnebarn.
    - Mia Grace Tindall, født januar 2014.
- HKH Prins Andrew af Storbritannien, hertug af York (f. 1960), søn af prins Philip, hertug af Edinburgh og dronning Elizabeth.
  - HKH Prinsesse Beatrice af York, (født 1988), datter af prins Andrew af Storbritannien, hertug af York.
  - HKH Prinsesse Eugenie af York, (født 1990), datter af prins Andrew af Storbritannien, hertug af York.
- HKH prins Edvard, jarl af Wessex (f. 1964), søn af prins Philip, hertug af Edinburgh og dronning Elizabeth. 
  - Lady Louise Windsor (egentlig: HKH prinsesse Louise af Wessex), (født 2003), datter af prins Edward af Storbritannien, jarl af Wessex.
  - James, Viscount Severn (egentlig: HKH prins James af Wessex), (f. 2007), søn af prins Edvard, jarl af Wessex.